# Het Vredesoffensief van Nero
Het Vredesoffensief van Nero is het 13de stripverhaal van Nero. De eerste negen klassieke avonturen verschenen onder de titel De avonturen van detective Van Zwam. Dit album verscheen onder de definitieve titel  De avonturen van Nero & Co die tot het laatste album gebruikt zal worden. De reeks wordt getekend door striptekenaar Marc Sleen. Het Volk publiceerde voorpublicaties tussen 16 oktober 1951 en 21 februari 1952.

## Hoofdrollen
- Nero
- Jan Spier (enkel in strook 1)
- Madam Pheip
- Petoetje
- Professor A.H.J.J. Pottevinus
- Harry S. Truman
- Jozef Stalin
- Vigor Hasmanitjeff

## Plot
Petoetje en Madam Pheip bezoeken Nero die inmiddels zo rijk is geworden dat hij zich een butler kan veroorloven. Hij werkt aan een reeks uitvindingen, waaronder een schietstoel die Madam Pheip het raam uit katapulteert en haar pijp laat inslikken. Madam Pheip vertrekt met slaande deuren. Nero wordt door de uitvinder A.H.J.J. Pottevinus uitgenodigd in diens laboratorium. Pottevinus beweert aan drie uitvindingen te werken, waaronder een buisje met een gas dat mensen die het opsnuiven vredelievend maakt. Volgens Pottevinus is het "waardeloos, gezien ge er niet eens oorlog mee kunt voeren" en hij smijt het het venster uit. Nero vangt het op, ruikt er aan en geeft op slag zijn ganse fortuin weg aan de behoeftigen (al zitten er ook veel profiteurs en oplichters tussen). Madam Nero zet hem razend aan de deur. Nero wandelt terug naar professor Pottevinus en vindt er een poeder uit waarmee je geluidloze oorlogen kan voeren. Pottevinus is razend enthousiast en trekt meteen naar een groot congres in Santiago om zijn uitvinding voor te stellen, maar Nero deelt zijn enthousiasme niet en besluit een vredesoffensief in te zetten. Zijn plan is zowel de president van de VS als van de Sovjet-Unie aan het buisje te laten snuiven en zo wereldvrede te creëren. Voor hij ook maar een vliegtuigticket naar de VS kan kopen heeft hij zijn geld echter al weggegeven aan een vrouw die lotjes verkoopt en een blinde die eigenlijk totaal niet blind blijkt te zijn. De lotjesverkoopster blijkt echter zelf het winnende lot te hebben gewonnen en schenkt Nero het benodigde geld om naar de VS te reizen.
Na een nachtmerrie komt Nero in de VS aan waar hij aanbelt aan het Witte Huis voor een persconferentie bij president Harry S. Truman (in dit album "Troepman" genoemd). Nero wil de president vredelievend maken door hem aan het buisje te ruiken, maar schenkt zijn kleren en luciferdoosje weg wanneer hij de president hoort zeggen dat "de arme Koreaantjes tijdens deze vreselijke winter geen vuur en geen kleren hebben." Bij het buitengaan beseft Nero dat het buisje nog in zijn vest zat en probeert weer binnen te raken. In zijn ondergoed wordt hij door de politie opgepakt en moet binnen 24 uur het land verlaten. Nero weet zijn jas en het buisje terug te vinden en keert van een kale reis terug naar België. Professor Pottevinus geeft inmiddels in Santiago nietsvermoedend zijn adres door aan een Russische spion die geïnteresseerd is in het poeder waarmee een geluidloze oorlog kan gevoerd worden. Terwijl Nero in België op verzoek van Pottevinus een derde uitvinding doet waarmee wezens en dingen kunnen vergroot worden, vallen twee Sovjetspionnen zijn huis binnen en eisen het poeder op. Nero slikt echt het vergrotingsmiddel in en jaagt hen in zijn reuzegrote gedaante de stuipen op het lijf. Madam Pheip en Petoetje komen langs en Petoetje steelt Nero's vergrotingspoeder. Wanneer hij dit aan Madam Pheip bekent en ze terugkeren blijkt Nero door de Sovjetspionnen gekidnapt. Madam Pheip leent Detective Van Zwams loep en besluit samen met Petoetje naar de Sovjet-Unie te vertrekken om Nero te zoeken.
Nero is inmiddels in Moskou aangekomen, waar men hem dwingt het geluidloze poeder te maken. Nadat Nero een gans laboratorium in de lucht heeft laten vliegen bedreigt men hem met executie. Nero laat de commandant van het vredelievende buisje ruiken en vraagt hem om naar "Vadertje Stalin" (in dit album "Stampin" genoemd) gebracht te worden. Nero wordt door Stalin ontvangen en laat hem aan het bijna lege buisje ruiken. Prompt wordt de dictator vredelievend, maar Nero verknoeit het door met Stalin te bekvechten over wie van hen nu "de goedzakkigste" is?! Nero belandt weer in de cel waar hij bezoek krijgt van Zwarte Piet die hem een trompetje cadeau geeft. Nero leert een celgenoot kennen, Vigor Hasmanitjeff, die volslagen gek blijkt te zijn, maar wel met Nero enkele mislukte ontsnappingspogingen onderneemt. Hij blaast een treurige aria op Nero's trompet waardoor een geest verschijnt, Alexander Boeman, schoonbroer van Zwarte Piet, die hen toelaat 3 wensen te vervullen. Nero en Vigor wensen de vrijheid en ontsnappen, terwijl ze ondertussen ook Madam Pheip en Petoetje (die erin geslaagd waren voorbij het IJzeren Gordijn te raken, maar gevangengenomen werden door de Russen) bevrijden. Vigor verspilt de tweede wens door een wachter wakker te blazen en deze door Alexander met een hamer weer in slaap te tikken. Nero en co gebruiken de laatste wens om enkele stinkbommen te gooien naar een groep Russische soldaten die de poort versperren. In het tumult weten Nero en co in Russische klederdracht hun tocht verder zetten. Onderweg ziet Vigor een aanplakbiljet waarop een hoge prijs beloofd wordt aan diegenen die hem, Madam Pheip, Petoetje en Nero gevangennemen. De getikte Vigor besluit zichzelf en Nero en co aan te geven, terwijl ze bij een Rus dineren. Petoetje snapt echter wat er aan de hand is en slikt wat vergrotingspoeder. Hij stopt Vigor en de militair in een stuk tafelkleed en draagt Nero en Madam Pheip naar buiten. Eénmaal daar is het poeder uitgewerkt en besluit hij via een troika verder te reizen. In het bos overleven ze een aanval van wolven en een grizzlybeer en komen ze uiteindelijk per slee aan een rivier vol boomstammen terecht die naar een houtfabriek toe drijven. Ze klauteren er alle drie op en komen in de fabriek terecht, waar de Russische arbeiders al snel doorhebben dat ze buitenlanders zijn. Nero daagt hen echter uit de Russische volksdans te dansen en duwt hen allemaal om. Het drietal vlucht in een vrachtwagen die landmijnen vervoert en smijt hun vracht buiten. Zo komen ze aan in Joegoslavië waar een generaal hen uitdaagt om Rusland te bombarderen. Hij laat hen een bommenwerper gebruiken en vliegt mee om te kijken of ze hun doel wel raken? Nero doet alsof de motor defect is waarop de generaal in paniek schiet en overboord springt. Hierna besluiten Nero en co enkele lege bommenhulzen naar beneden te gooien om de Joegoslavische straaljagers tevreden te stellen. Dan smijt Petoetje de rest van het vergrotingspoeder in de motor waardoor hun vliegtuig ineens supersonisch wordt en ze aan hun belagers kunnen ontkomen. Ze vliegen echter zo snel dat ze België voorbij vliegen en de benzine dubbel zo snel op is. Het vliegtuig stort neer in de Atlantische Oceaan, waar het drietal lange tijd op hun vliegtuigwrak ronddobbert tot ze een vis vangen die hen voorttrekt. Zo belanden ze in zee en worden uiteindelijk opgevist door een Schotse vissersboot. Het drietal meert aan in Schotland en komt uiteindelijk aan in Londen waar ze ondanks de mist uiteindelijk weer in België aankomen. Daar wordt Nero door Madam Nero bont en blauw geslagen omdat hij de afwas nog moet doen. Zelfs wanneer de Amerikaanse president Truman langskomt wordt die gewoon mee aan de afwas gezet. Op de laatste pagina viert Nero samen met Truman en Stalin , "twee van zijn intieme vrienden", een groot feest. Hij zingt zelfs samen met de twee wereldleiders dronkemansliederen tot diep in de nacht.

## Achtergronden bij het verhaal
- Uitvindingen die mensen vredelievend of vrijgevig moeten maken keren nog een aantal maal terug in de stripreeks, zoals in De Pax-Apostel (1958), De Brollebril (1960) en De A-Straal (1980).
- De plot van dit verhaal werd eerder al door Sleen bedacht voor de eenmalige stripreeks "De avonturen van Pietje Palink" (1949-1950). De verhaallijnen, personages, gags, prentjes zijn vrijwel identiek.
- Nero bezoekt in strook 37-40 Harry S. Truman die echter pas helemaal op het einde van het verhaal in beeld verschijnt en door Madam Nero aan de afwas wordt gezet. De opmerking over de "Koreaantjes" verwijst naar de Koreaanse Oorlog die toen aan de gang was.
- In strook 79-86 vindt de beroemde scène plaats waarin Nero Jozef Stalin bezoekt en hem aanspreekt als "Jef".
- Stalin kondigt in strook 82 aan dat hij wil feesten met Truman, Tito, Eisenhower en Churchill. Franco krijgt zijn broek, Marshall zijn vest. Hij twijfelt of hij Eden eten zal geven? Churchill mag komen schilderen en zal een zwaar pensioen krijgen zodat hij zich eindelijk uit de politiek kan terugtrekken.
- De grap waarbij het IJzeren Gordijn op een echt gordijn lijkt kwam ook al voor in De Erfenis van Nero en Moea-Papoea.
- Vigor Hasmanitjeff beweert afstammeling te zijn van Ivan de Verschrikkelijke.
- De geest die 3 wensen vervult is een gegeven dat we ook terugvinden in Aladdin.
- Nero pocht in strook 182: "Carlsen persoonlijk zal zitten beven van spanning als hij dat morgen allemaal in de krant leest." Dit is een verwijzing naar de Deense kapitein Henrik Kurt Carlsen (1914-1989) die in januari 1952 wereldberoemd was geworden toen hij 13 dagen lang op zijn zinkende schip bleef zitten tot het uiteindelijk zonk. Hij werd net op tijd gered.
- In strook 185 vraagt Nero zich af waar de vis hen heen sleurt? Madam Pheip antwoordt: "Waarheen vandaag? Cine Luxor. "Drenkelingen in nood". Cine Eldo. "Kapitein Hornblower" Cineac. "Met drieën in een schuit." Dit is wellicht een verwijzing naar films rond scheepvaartthema's die toen in de bioscoop te zien waren.
- In strook 186 zitten Nero, Madam Pheip en Petoetje op een letterlijke "haringbank": een zitbank gemaakt uit haringen.
- Nero vervloekt in strook 187 de tekenaar: "Als ik dat stuk tekenaar ooit tegenkom! Hij moet ook altijd de winter uitkiezen om ons in 't water te smijten."
- In Londen vraagt Nero aan Madam Pheip of ze "geen bezoekske zouden gaan brengen aan Margaret haar toekomende, nu we hier toch zijn?" De Britse prinses Margaret Windsor stond toen op het punt zich te verloven.
- In strook 202 beweert Nero in 1912 nog in Londen te zijn geweest.
- Nero gaat er in strook 209 prat op dat ze in Brussel met "bloemen, een fanfare" zullen worden ontvangen "en als burgemeester Van De Meulebroeck daar niet is, weet ik er niets van."
- In strook 212-216 viert Nero feest met Harry S. Truman en Jozef Stalin. Ook Jan De Spot, journalist-redacteur bij De Standaard en Marc Sleen zelf zijn onder de tafel te herkennen.